# Bromus husnotii
Bromus husnotii är en gräsart som beskrevs av Aimée Antoinette Camus. Bromus husnotii ingår i släktet lostor, och familjen gräs. Inga underarter finns listade i Catalogue of Life.